# Armigeres mahantai
Armigeres mahantai is een muggensoort uit de familie van de steekmuggen (Culicidae). De wetenschappelijke naam van de soort is voor het eerst geldig gepubliceerd in 2009 door Bhattacharyya, Prakash, Mohapatra & Sarma.